# George Strait
George Harvey Strait (Poteet, Texas, 18 mei 1952) is een Amerikaanse countryzanger, songwriter, acteur en muziekproducer. George Strait staat bekend als de "King of Country" en wordt beschouwd als een van de meest invloedrijke en populaire platenartiesten aller tijden. Hij staat bekend als een pionier van de neo-traditionele countrybeweging en als een van de eerste en meest prominente countryartiesten die de countrymuziek terugbracht naar haar wortels in de jaren tachtig van de vorige eeuw.
Strait's succes begon toen zijn eerste single "Unwound" een hit werd in 1981, waarmee hij de standaard zette voor de opkomst van neo-traditionele country in de jaren '80 en '90. In de jaren 1980 bereikten zeven van zijn albums de eerste plaats op de country hitlijsten. In de jaren 2000 werd Strait uitgeroepen tot artiest van het decennium door de Academy of Country Music, werd hij verkozen tot lid van de Country Music Hall of Fame en won hij zijn eerste Grammy voor het album Troubadour. Strait werd uitgeroepen tot CMA Entertainer of the Year in 1989, 1990 en 2013, en ACM Entertainer of the Year in 1990 en 2014.
In 2009 brak hij Conway Twitty's vorige record voor de meeste nummer één hits op Billboard's Hot Country Songs hitlijst, toen zijn 44 nummer één singles Twitty's 40 overtroffen. Alle muzieklijsten meegerekend, heeft Strait een totaal van 60 nummer één hits verzameld, waarbij hij de mijlpaal bereikte met "Give It All We Got Tonight" in 2013 waardoor hij meer nummer één nummers heeft dan welke andere artiest in welk muziekgenre dan ook.
Strait staat ook bekend om zijn tourcarrière toen hij een 360-graden opstelling van het podium ontwierp en tournees in festivalstijl introduceerde. De Strait Tours verdienden bijvoorbeeld 99 miljoen dollar in drie jaar. Zijn laatste concert voor 'The Cowboy Rides Away Tour' in het AT&T Stadium in Arlington, Texas, in juni 2014, trok 104.793 mensen, wat een nieuw record betekende voor grootste indoor concert in Noord-Amerika.
George Strait heeft wereldwijd meer dan 100 miljoen platen verkocht, waarmee hij een van de best verkopende muziekartiesten aller tijden is. Zijn certificeringen van de RIAA omvatten 13 multi-platina, 33 platina, en 38 gouden albums. Zijn best verkochte album is Pure Country (1992), waarvan er 6 miljoen zijn verkocht (6× platina). Zijn hoogst gewaardeerde album is Strait Out of the Box (1995), waarvan 2 miljoen exemplaren zijn verkocht (8× platina omdat het een boxset is met vier cd's). Volgens de RIAA is Strait de 11e bestverkopende albumartiest in de Verenigde Staten.
George Strait heeft in de countryscene de meeste platinum onderscheidingen en is na Elvis en the Beatles de meest onderscheiden artiest in alle genres. Strait staat sinds 1981 onder contract bij MCA Nashville Records.
Strait werd in 2006 opgenomen in de Country Music Hall of Fame.

## Albums

### Studioalbums
| Jaar | Album                                          |
| ---- | ---------------------------------------------- |
| 1981 | Strait Country                                 |
| 1982 | Strait from the Heart                          |
| 1983 | Right or Wrong                                 |
| 1984 | Does Fort Worth Ever Cross Your Mind           |
| 1985 | Something Special                              |
| 1986 | #7                                             |
| 1987 | Ocean Front Property                           |
| 1988 | If You Ain't Lovin', You Ain't Livin'          |
| 1989 | Beyond the Blue Neon                           |
| 1990 | Livin' It Up                                   |
| 1991 | Chill of an Early Fall                         |
| 1992 | Holding My Own                                 |
| 1992 | Pure Country                                   |
| 1993 | Easy Come, Easy Go                             |
| 1994 | Lead On                                        |
| 1996 | Blue Clear Sky                                 |
| 1997 | Carrying Your Love with Me                     |
| 1998 | One Step at a Time                             |
| 1999 | Always Never the Same                          |
| 2000 | George Strait                                  |
| 2001 | The Road Less Traveled                         |
| 2003 | Honkytonkville                                 |
| 2005 | Somewhere Down in Texas                        |
| 2006 | It Just Comes Natural                          |
| 2008 | Troubadour                                     |
| 2009 | Twang                                          |
| 2011 | Here for a good time                           |
| 2011 | Icon                                           |
| 2011 | Icon 2                                         |
| 2013 | Love is everything                             |
| 2014 | The cowboy rides away (Live from AT&T Stadium) |
| 2015 | Cold Beer Conversation                         |
| 2019 | Honky Tonk Time Machine                        |

### Compilaties en andere albums
| Jaar | Album                                                     |
| ---- | --------------------------------------------------------- |
| 1985 | Greatest Hits                                             |
| 1986 | Merry Christmas Strait to You                             |
| 1987 | Greatest Hits Volume Two                                  |
| 1991 | Ten Strait Hits                                           |
| 1995 | Strait Out of the Box                                     |
| 1998 | Pure Strait                                               |
| 1999 | Merry Christmas Wherever You Are                          |
| 2000 | Latest Greatest Straitest Hits                            |
| 2002 | 20th Century Masters: The Best of George Strait           |
| 2003 | For the Last Time: Live from the Astrodome                |
| 2004 | 50 Number Ones                                            |
| 2006 | Strait Hits                                               |
| 2006 | Fresh Cut Christmas                                       |
| 2007 | Live at Texas Stadium (met Alan Jackson en Jimmy Buffett) |
| 2007 | 22 More Hits                                              |

- Bibliothèque nationale de France: cb13964113z (data)
- Gemeinsame Normdatei: 119537710
- International Standard Name Identifier: 0000 0001 1455 8601
- Library of Congress Control Number: n91129265
- MusicBrainz: 5ab2cf34-517e-48eb-b3a5-34e1cbcd600a
- Nationale Bibliotheek van Tsjechië: xx0071602
- Nederlandse Thesaurus van Auteursnamen: 074247131
- SNAC: w6r24142
- Système universitaire de documentation: 07905577X
- Virtual International Authority File: 117917657
- WorldCat: E39PBJhd7FWDbQ7j7HMcTqKWXd